# Wahl zum Legislativrat auf Sansibar im Januar 1961
Die Wahl zum Legislativrat auf Sansibar im Januar 1961 war die zweite Wahl zum Legislativrat des Sultanats Sansibar.
Das Ergebnis sah so aus, dass die Afro-Shirazi Party (ASP) insgesamt zehn Sitze gewann, die Zanzibar Nationalist Party (ZNP) neun, und die Zanzibar and Pemba People’s Party (ZPPP) drei. Als sowohl die ASP als auch die ZNP versuchten, eine Regierung zu bilden, traten zwei ZPPP-Mitglieder der ZNP und eines der ASP bei. Wegen des daraus resultierenden Patts wurden im Juni Neuwahlen abgehalten.
Von den 95.000 registrierten Wählern beteiligten sich 85.000 an der Wahl.

## Ergebnisse
| Partei                            | Anteil  | Sitze |
| --------------------------------- | ------- | ----- |
| Afro-Shirazi Party                | 45,45 % | 10    |
| Zanzibar Nationalist Party        | 40,91 % | 9     |
| Zanzibar and Pemba People’s Party | 13,64 % | 3     |
| Gesamt                            | 100 %   | 22    |
| Quelle:                           |         |       |